# Fri?
"Fri?" (tradução portuguesa: "Livres?") foi a canção que representou a Finlândia no Festival Eurovisão da Canção 1990. Foi interpretada em sueco (a primeira vez a ser interpretada nesse idioma (na Finlândia existe uma pequena comunidade que fala a sueco e não o finlandês) pela banda Beat. Foi a 22.ª  e última canção a ser interpretada na noite do festival, a seguir à canção cipriota "Milas Poli", interpretada por Haris Anastasiou. Terminou em 21.º lugar (último lugar), ex-aequo  com a canção norueguesa "Brandenburger Tor, recebendo um total de 8 pontos. 

## Autores
- Letrista: Stina Engblom
- Compositor:  Kim Engblom,Tina Krause e Janne Engblom
- orquestrador: Olli Ahvenlahti

## Letra
A canção consiste na banda fazendo a pergunta "Qual de nós é livre?" e definindo liberdade como "livre de pensar por nós mesmos". Enquanto nenhuma resposta é dada, a letra fortemente dá a entender que ninguém sente essa liberdade, ou seja nós somos influenciados nas nossas escolhas.

## Outras Versões
| Outras versões         |
| ---------------------- |
| * "Vapaa?" (finlandês) |
| * "Free?" (inglês)     |